# Saab J 29 Tunnan
Pour les articles homonymes, voir J29.
Le Saab J 29 Tunnan (« tonneau ») est le premier avion de chasse suédois à réaction conçu par Saab, juste après la Seconde Guerre mondiale. Il est caractérisé par un gros fuselage rond, une entrée d'air nasale et des ailes en flèches. Malgré son air de barrique (d'où son nom), le J 29 était un avion très manœuvrable, équivalent au F-86 Sabre américain en performances. Plus de 600 exemplaires du Tunnan ont été construits, dont 30 exportés vers l'Autriche.

## Historique
En 1945, Saab orienta son intérêt vers les moteurs à réaction, nouvelle technologie apparue pendant la Seconde Guerre mondiale. Après avoir adapté un réacteur De Havilland Goblin d'origine britannique sur un J 21 (premier vol du J 21R en mars 1947), les ingénieurs travaillèrent sur un avion conçu dès le départ pour ce type de propulsion. Après avoir retenu le réacteur Ghost, plus puissant que le Goblin, et étudié plusieurs conceptions, ils aboutirent à la formule du J 29 Tunnan à la fin 1945. Si la première solution proposait des ailes droites classiques, elle fut rapidement changée pour une voilure en flèche à 25° quand l'équipe d'ingénieurs dirigée par Gunnar Lungström eut connaissance des recherches aérodynamiques effectuées par les Allemands pendant la Seconde Guerre mondiale.
Le premier prototype effectua son vol inaugural le 1er septembre 1948 et fut suivi par trois autres dont l'un reçut quatre canons  Hispano-Suiza HS-404 de calibre 20 mm construit sous licence sous la désignation m/47C, alimentés de 180 obus chacun. Les premiers avions de série furent livrés à partir de 1951, et le Tunnan entra en service dans l'armée de l'air suédoise en janvier 1952. La version initiale J 29A destinée à la chasse fut suivie d'une version J 29B avec une capacité en carburant augmentée et l'ajout d'une aptitude d'attaque au sol par le montage de pylônes d'emport de charge sous les ailes. Le prototype de cette version fit son premier vol le 11 mars 1953.
Une version de reconnaissance désignée S 29C fut également conçue, avec un fuselage avant modifié pour embarquer cinq caméras et la suppression des canons. Le prototype fit son vol initial le 3 juin 1953. Parallèlement, les ingénieurs travaillèrent à l'amélioration des performances du Tunnan : ils commencèrent par dessiner une aile nouvelle sans becs de bord d'attaque mais avec un décrochage qui permettait d'augmenter la vitesse maximale. Ceci aboutit à la version J 29E dont le prototype fit son premier vol le 3 décembre 1953. Elle fut suivie par le J 29F, qui bénéficiait d'un réacteur RM 2A équipé d'une post-combustion de conception suédoise, et qui fit son vol inaugural le 20 mars 1954.
Seuls 19 avions neufs furent construits en tant que J 29E, mais tous les S 29C reçurent la nouvelle aile en rétrofit. De même, aucun nouvel exemplaire ne fut construit en tant que J 29F ; tous les J 29B et J 29E reçurent le nouveau réacteur RM2A. Enfin, en 1963, les J 29F encore en service reçurent une modification pour emporter le missile air-air AIM-9 Sidewinder. En 1968, les Tunnan furent retirés des unités de combat et utilisés pour le remorquage de cible ou pour servir de plastron. Les derniers avions furent réformés en 1976. Leurs canons sont réutilisés entre autres pour armés les véhicules de transport de troupes Pansarbandvagn 302.
L'Autriche acheta 30 exemplaires au standard J 29F (15 en 1961, 15 autres en 1962) qui restèrent en service jusqu'en 1972. Ces avions bénéficiaient de modifications permettant d'échanger rapidement deux des canons de bord par trois caméras.
En 1991, un groupe de passionnés suédois a restauré et remis en état de vol un J 29F conservé dans un musée. L'avion a repris l'air pour la première fois le 11 juillet 1995 et participe depuis à des meetings aériens.

## Engagements

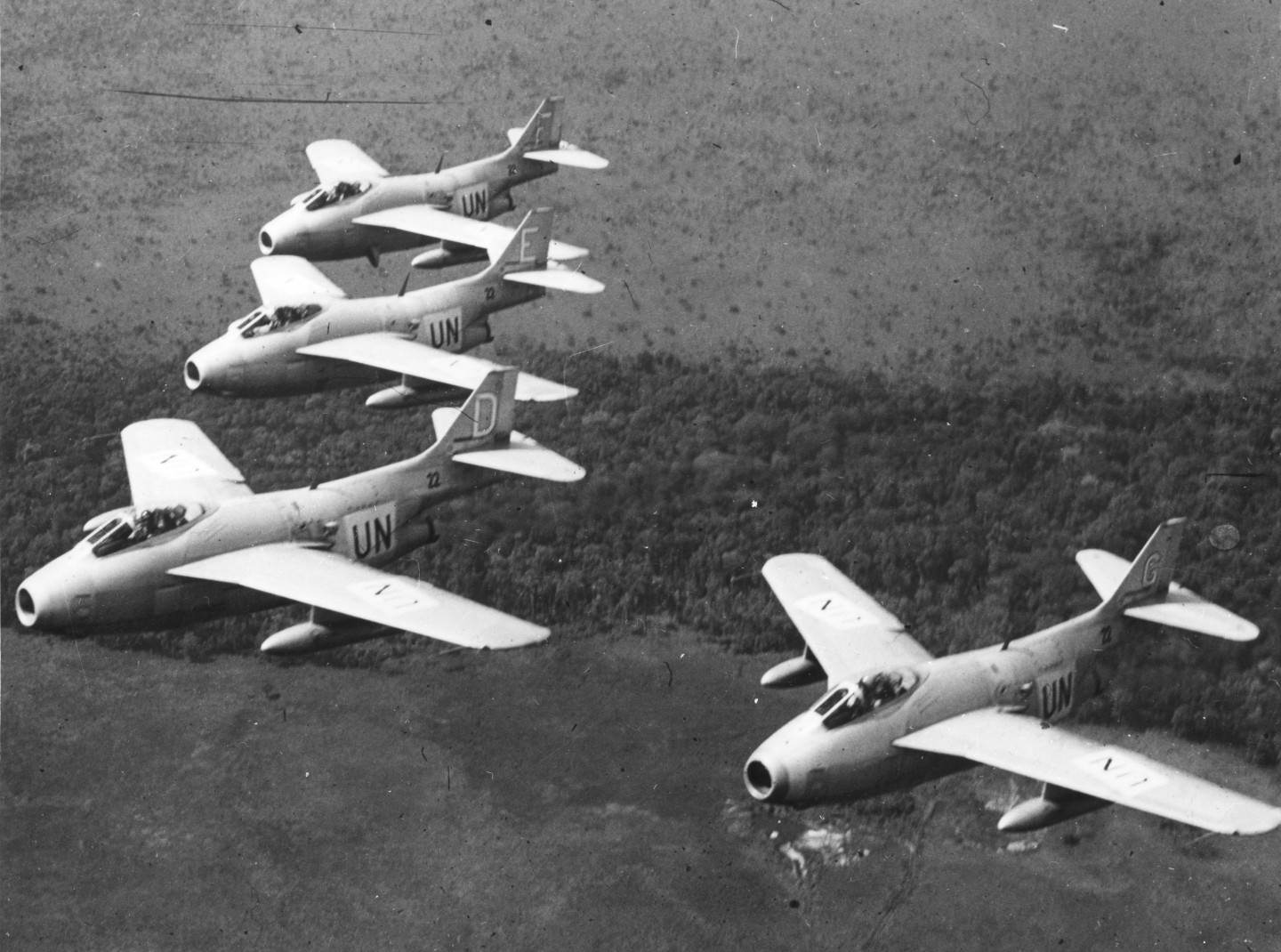
Quatre J 29 aux couleurs des Nations unies au Congo.

Entre fin 1961 et début 1963, une dizaine de J 29 furent engagés dans le cadre de l'Opération des Nations Unies au Congo. Ils furent engagés contre l'armée katangaise, mitraillant entre autres les avions de celle-ci au sol.

## Records
Le J 29 Tunnan a établi deux records de vitesse :
- Le 6 mai 1954, un J 29B a volé à 967,91 km/h de moyenne sur une boucle de 500 km.
- Le 23 mars 1955, deux S 29C ont volé à 900,6 km/h de moyenne sur une boucle de 1 000 km.

## Variantes

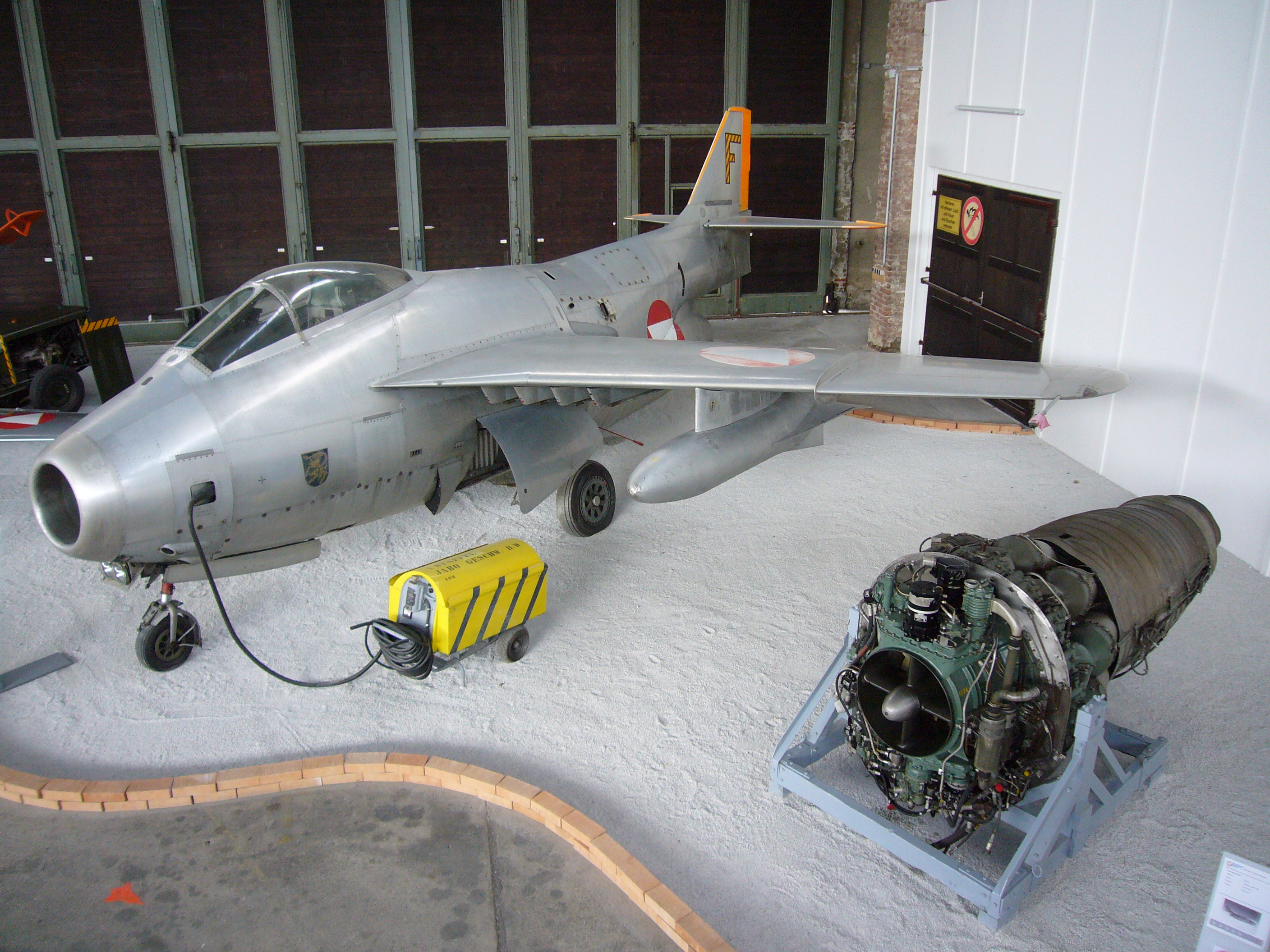
Un Saab 29 autrichien

- J 29A - Version initiale (224 exemplaires)
- J 29B - Plus grande capacité en carburant, pylônes sous les ailes (330 exemplaires)
- S 29C - Version de reconnaissance (76 exemplaires)
- J 29E - Aile modifiée pour améliorer les performances (19 exemplaires)
- J 29F - Nouveau réacteur à postcombustion (308 avions modifiés)

## Pays utilisateurs
- Suède (1952-1976)
- Autriche (1962-1992)

## Dans la culture populaire
On trouve le Tunnan en bande dessinée
- Les Aventures de Buck Danny : Menace au Nord ; Alerte Atomique ; L'Escadrille de la mort

### Développement lié
- Messerschmitt Me P.1101
- Focke-Wulf Ta-183
- Bell X-5

### Aéronefs comparables
- P-80 Shooting Star
- Dassault Ouragan
- F-86 Sabre
- MiG-15
- Pulqui II (en)

### Ordre de désignation
Saab B3 - Saab B5 - Saab 17 - Saab 18 - Saab 21 - Saab 29 - Saab 32 - Saab 35 - Saab 37 - Saab 39